# Limfjord

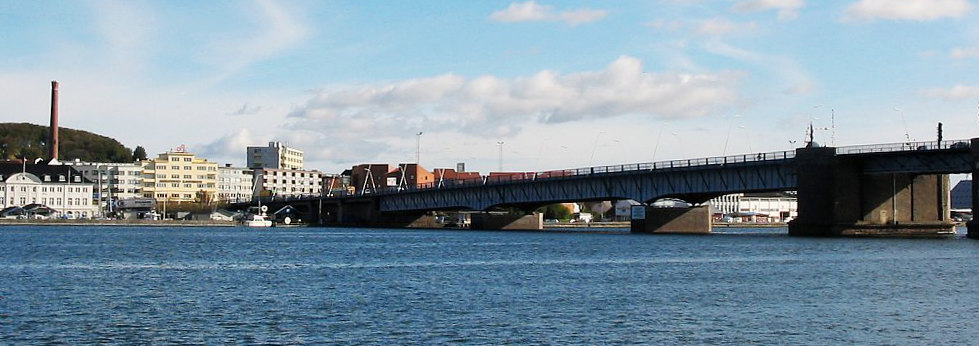
Híd a Limfjord felett Aalborgnál

A Limfjord egy keskeny szoros Dániában, amely elválasztja Jyllandtól a Nørrejyske Ø nevű szigetet (bár azt ennek ellenére általában a félsziget részének tekintik).
Az Északi-tengerrel összekötő Thyborøn-csatornától a Kattegat partján fekvő Hals városáig tart. Mintegy 180 km hosszú és változó szélességű – számtalan öböl szűkület és sziget (a legjelentősebb Mors) tagolja. Legnagyobb mélysége 24 m. Legnagyobb kikötője Aalborg, ahol egy vasúti-közúti híd keresztezi, illetve a várostól keletre alagútban az E45-ös autópálya.
A Limfjordot az 1100-as évektől egy turzás zárta el az Északi-tenger nyílt vizeitől, de ezt 1825. február 3-án egy katasztrofális vihardagály törte át, ami egyébként súlyos károkat okozott Hollandiában és Németország északi-tengeri partjain is. Így jött létre az Agger-csatorna a körülbelül 1 km széles és 12 km hosszú Agger Tange nevű földnyelven keresztül. A földnyelvet 1862-ben egy másik áradás is átszakította, létrehozva a Thyborøn-csatornát, míg az első csatorna 1877-re feltöltődött homokkal.
A Limfjord ízletes kagylóiról nevezetes. Az itteni osztriga híresen nagy és jó minőségű.